# Miorița
Miorița – wieś w Rumunii, w okręgu Konstanca, w gminie Ciobanu. W 2011 roku liczyła 316 mieszkańców.